# 라사라패션디자인전문학교
라사라패션직업전문학교(라사라패션職業專門學校, Rasara Occupational Training College)는 서울특별시 마포구에 위치한 직업전문학교이다.

## 연혁
- 1961년: 중앙학원 설립
- 1962년: 라사라양재학원으로 명칭 변경
- 1999년: (주)라사라 패션 정보 설립
- 2000년: 학점은행제 인가, 국비지원훈련 기관 지정

## 교육편제
다음은 2019년 기준 라사라패션직업전문학교의 교육 과정 일람이다. 과정에 따라 전문학사 혹은 학사학위를 수여한다.
- 패션디자인과
- 패션비즈니스과